# 基瓦奇夫卡
48°45′55″N 29°42′27″E / 48.76528°N 29.70750°E
基瓦奇夫卡（烏克蘭語：Кивачівка），是烏克蘭的村落，位於該國西南部文尼察州，由海辛區負責管轄，始建於1635年，面積0.27平方公里，海拔高度226米，2001年人口780，人口密度每平方公里2,943.4人。